# Hans von Khevenhüller-Frankenburg

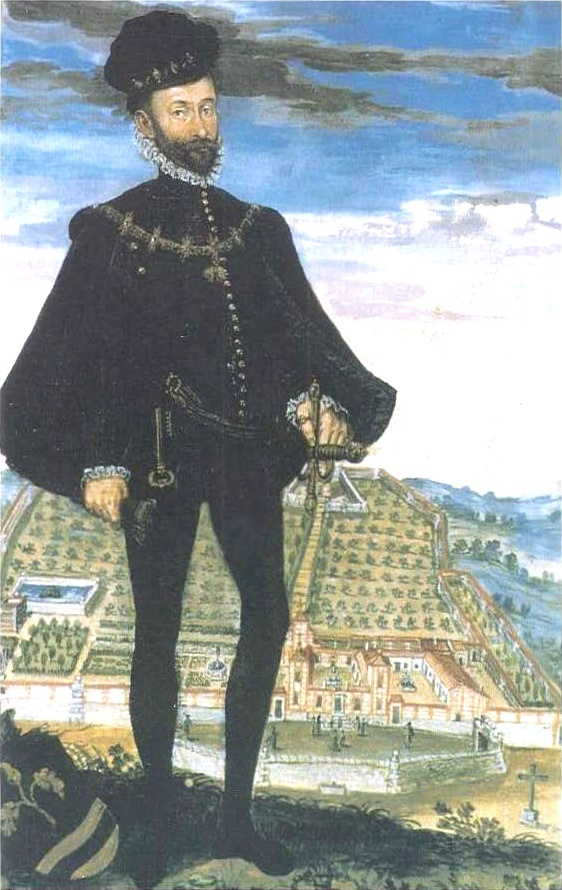
Hans Khevenhüller

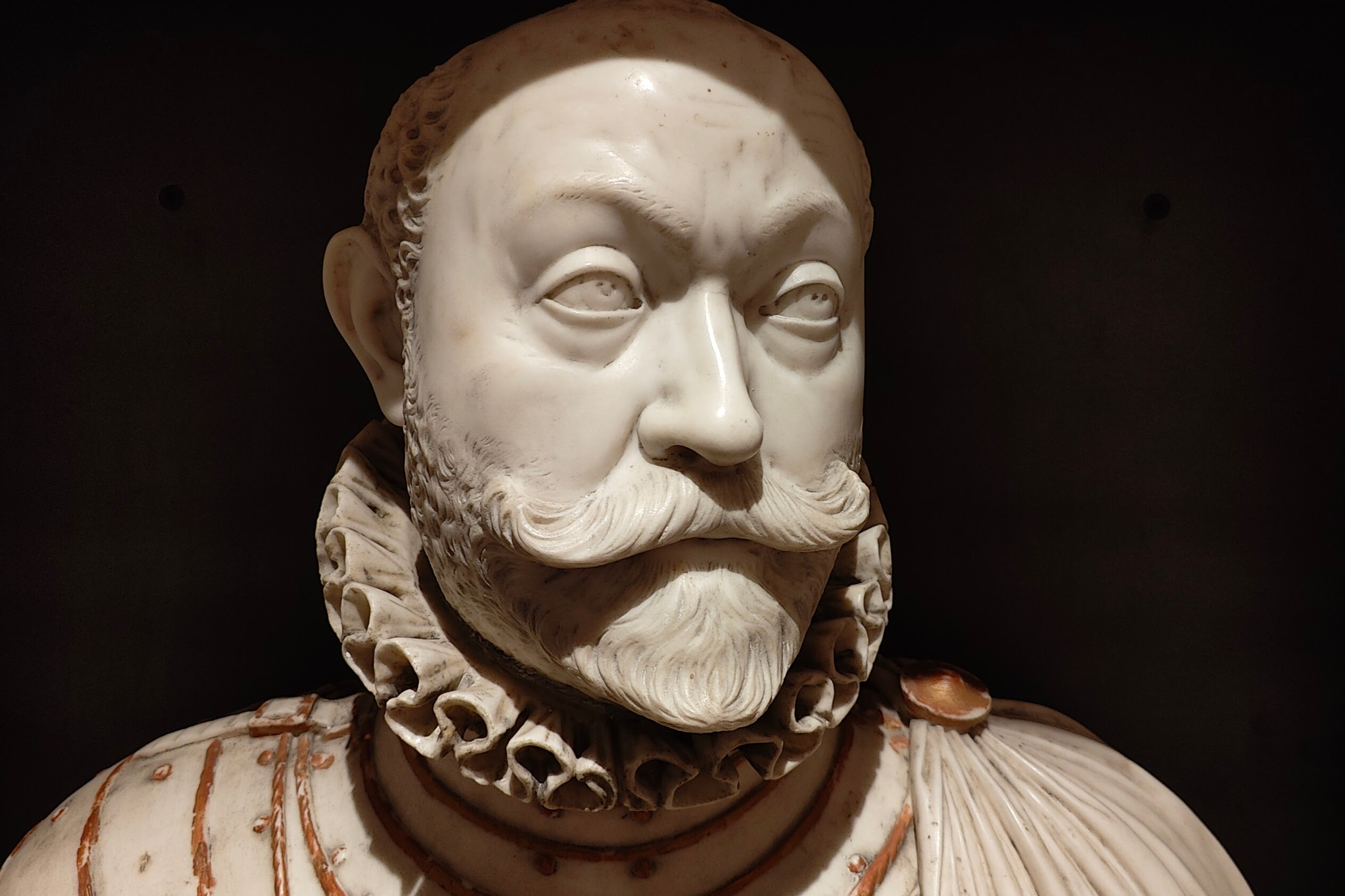
Hans Khevenhüller, 1579, Büste von Jacopo da Trezzo

Johann oder Hans Khevenhüller, ab 1593 Graf von Frankenburg (* 16. April 1538 in Spittal/Drau; † 4. Mai 1606 in Madrid) entstammt dem in Kärnten beheimateten Adelsgeschlecht Khevenhüller, war kaiserlicher Gesandter und Botschafter am Spanischen Hof.
Hans war ein Sohn des Christoph Khevenhüller, der protestantisch geworden war. Christophs Frau war die vermögende Spittaler Bürgerstochter Elisabeth Mansdorfer (Manndorff). Diese Ehe ermöglichte dem Vater den Erwerb zahlreicher Liegenschaften in Oberkärnten, darunter Burg Sommeregg, die Ortenburg, Eisenbergbaue in Eisentratten bei Gmünd, und weiterer Güter und Anwesen, unter anderem der Burgen Aichelberg und Landskron.
1558 trat Hans Khevenhüller in den Dienst Erzherzog Maximilians. 1560 wurde er von Maximilian (ab 1564 Kaiser Maximilian II.) nach Spanien gesandt und übte dort mehrere Ämter aus (1562 Vorschneider; 1563 Kämmerer, Geheimrat und 1566 kaiserlicher Gesandter in Madrid). Nach dem Rücktritt Adams von Dietrichstein 1572 wurde er kaiserlicher Gesandter in Spanien bis zu seinem Tod, insgesamt 26 Jahre lang.
1581 wurden ihm von Rudolf II. anstelle seines Solds die Herrschaften Frankenburg (mit Schloss Frankenburg und Schloss Frein), sowie die Herrschaften Burg Kogl (wo die Khevenhüller 1750 das Schloss Kogl erbauten) und Schloss Kammer übertragen, die 1593 zur „Grafschaft Frankenburg“ vereinigt wurden.
1587 erhielt er das goldene Vlies von Philipp II. Rudolf II. verlieh ihm den Kämmererschlüssel (1592), die Titel „Geheimer Rat“ „Graf von Frankenburg“ (1593) und erhob ihn damit in den Reichsgrafenstand.
Aus seiner Hand sind sowohl umfangreiche Korrespondenzen als auch verschiedene Reisetagebücher (Italien, Spanien, Holland, Palästina) erhalten.
In seiner Madrider Wohnung hat Khevenhüller eine bedeutende Sammlung von Kostbarkeiten (Bilder, Silbergegenstände, Teppiche etc.) zusammengetragen. Während seiner Botschaftertätigkeit für Rudolf vermittelte er diesem eine große Anzahl von Luxusgegenständen, Kunstkammerstücken, Gemälden und Exotica für die kaiserlichen Sammlungen in Prag als auch Pferde.
Khevenhüller blieb unverheiratet und hatte keine Kinder. Erbe wurde sein Bruder Bartolomäus Khevenhüller, Graf zu Frankenburg (1539–1613), der Sprecher der Kärntner Stände, und danach dessen Sohn Franz Christoph von Khevenhüller, der 1609 katholisch wurde und ebenfalls viele Jahre den Wiener Hof als Gesandter in Spanien vertrat.

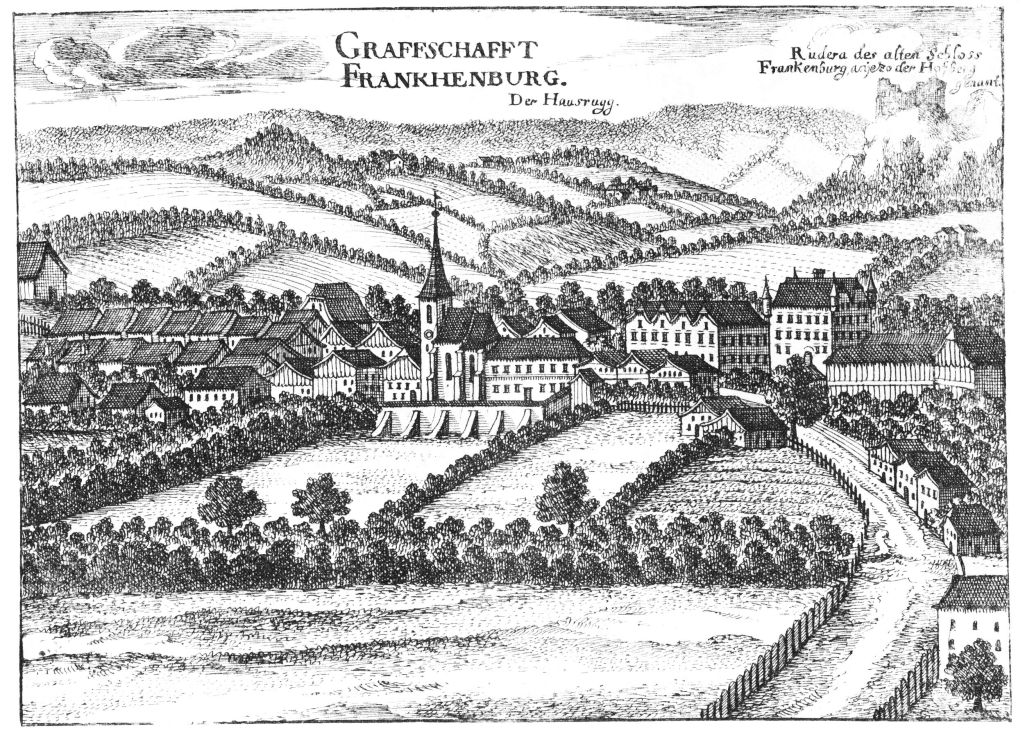
Schloss Frankenburg
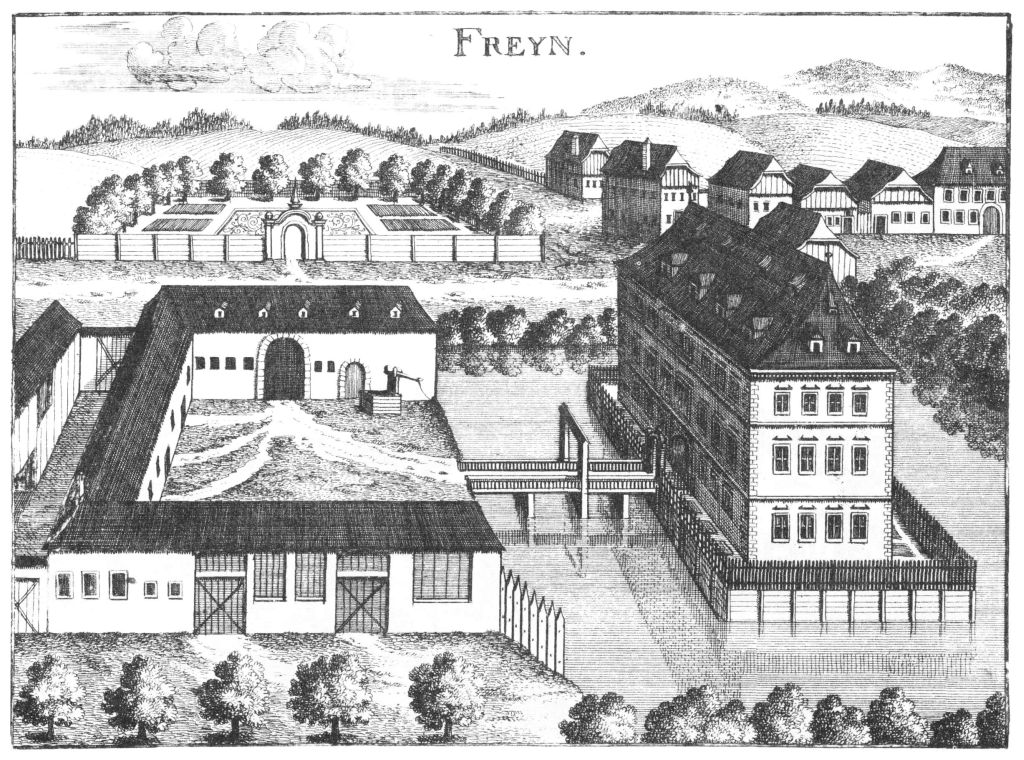
Schloss Frein (bei Georg Matthäus Vischer, 1674)
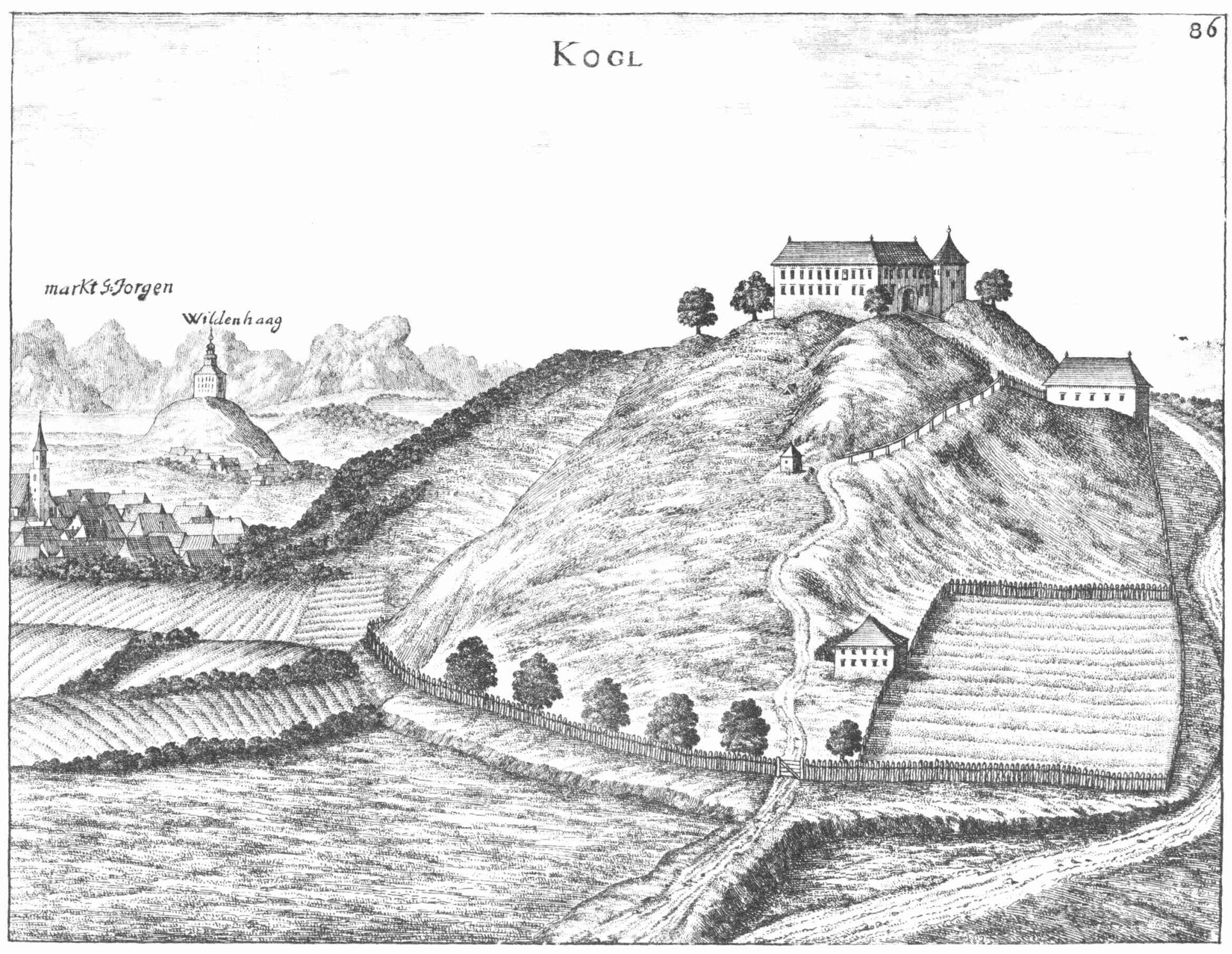
Burg Kogl (1674)
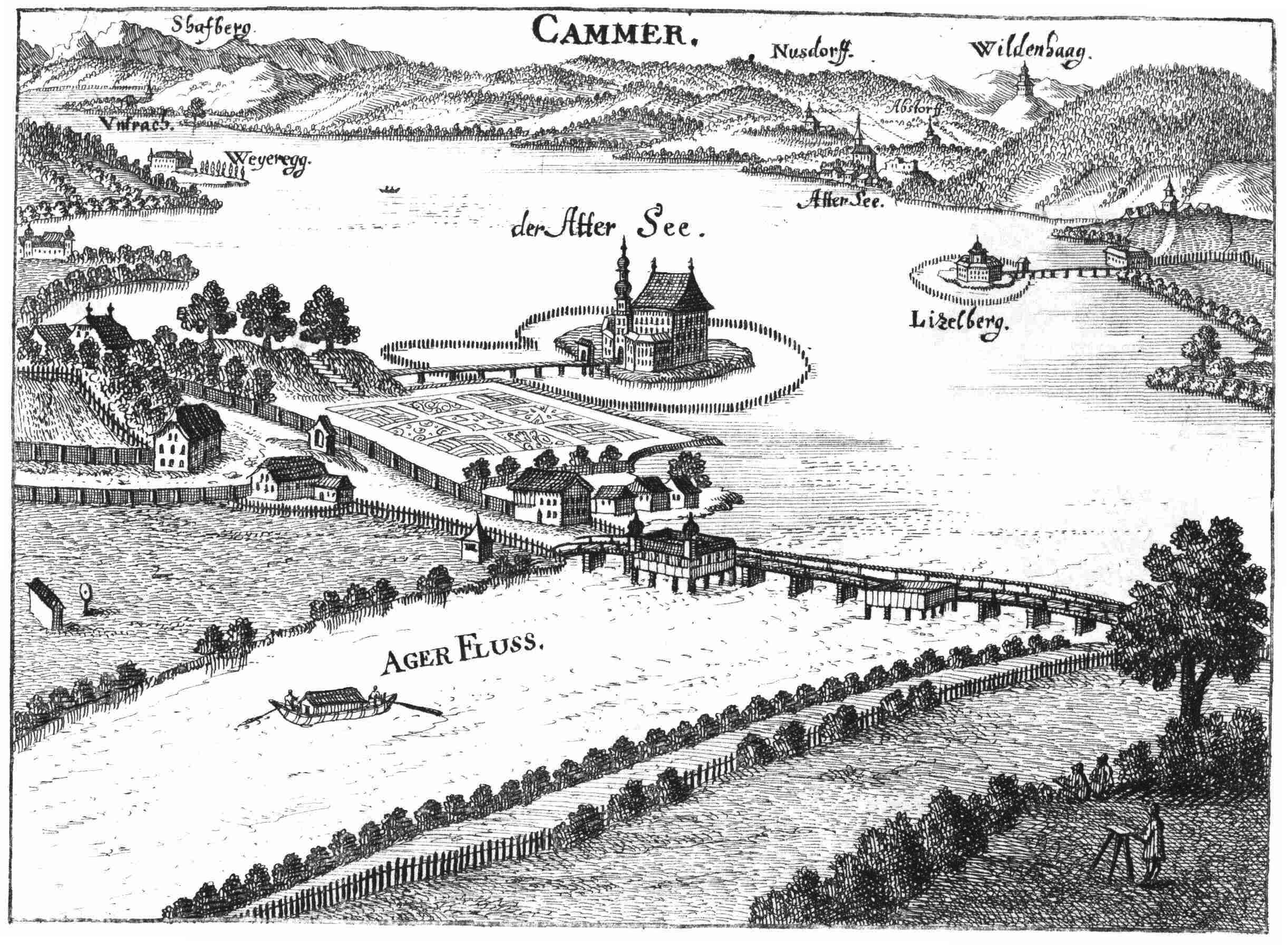
Schloss Kammer und der Attersee (1674)